# قاي وليامز (فارس)
قاي وليامز (بالإنجليزية: Guy Williams)‏ هو فارس ‏ بريطاني، ولد في 11 يوليو 1971.